# Krávchenko (Abinsk, Krasnodar)
Krávchenko (del ruso: Кравченко) es un jútor del raión de Abinsk del krai de Krasnodar en el sur de Rusia. Está situado en el inicio por el sur de las llanuras de Kubán-Priazov 27 km al nordeste de Abinsk y 44 km al suroeste de Krasnodar, la capital del krai. Tenía 39 habitantes en 2010
Pertenece al municipio Jolmskoye.